# علی جی اینداهوس
علی جی اینداهوس (به انگلیسی: Ali G Indahouse) فیلمی ۸۷ دقیقه‌ای به کارگردانی مارک میلود با بازی ساشا بارون کوهن محصول کشور بریتانیا است.